# Gerhard I. von Cambrai
Gerhard I. (* vor 980 in Florennes; † 14. März 1051) war Bischof von Cambrai und Arras.

## Leben

### Herkunft und frühe Jahre
Gerhard stammte aus einer angesehenen und begüterten Familie, sein Vater Arnulf war Erbherr in Florennes und hatte dort ein Kloster gegründet. In früher Jugend trat Gerhard in die Schule von Reims ein, dessen Erzbischof Albero ein Verwandter mütterlicherseits war. Hier schloss er Freundschaft mit dem späteren Abt Richard von St. Vanne zu Verdun, der in der Geschichte der klösterlichen Reformbewegung zu Anfang des 11. Jahrhunderts eine bedeutende Rolle spielt.

### Geistliche Laufbahn
Gerhard ergriff nicht wie Richard die Mönchslaufbahn, sondern trat in die Kapelle Königs Heinrichs II. ein und wurde von diesem, obwohl er erst die Diakonatsweihe empfangen hatte, im Januar 1012 zum Nachfolger des Bischofs Erlwin von Cambrai ernannt. Heinrich hatte gewünscht, dass Gerhard sich in Bamberg vor dem versammelten deutschen Episkopat zum Bischof weihen lasse, was auf die besonderen Verhältnisse des politisch zum Deutschen Reich, kirchlich aber zum Erzbistum Reims gehörenden Hochstifts Cambrai zurückging.
Allein Gerhard, dessen erster Grundsatz während seiner fast vierzigjährigen Waltung es war, jeden Konflikt, wenn irgend möglich, in kluger Vorsicht zu meiden, lehnte diesen Antrag ab und empfing in Reims am 27. April 1012 die bischöfliche Weihe. An den Angelegenheiten des Reiches und insbesondere der westlichen Teile desselben hatte Gerhard während der Regierung Heinrichs II. wesentlichen Anteil. Schon 1012 oder 1013 soll auf seine Veranlassung Gottfried aus dem Hause der Ardennergrafen zum Herzog von Niederlothringen ernannt worden sein, darauf suchte er zwischen dem neuen Herzog und dem Grafen Lantbert von Löwen allerdings vergeblich, Frieden zu vermitteln, wie er auch später in den lothringischen Lokalfehden stets um Friedensstiftung bemüht war.
Dagegen lehnte er seine Teilnahme an der Landfriedensvereinigung ab, welche um 1020 die Bischöfe der Reimser Kirchenprovinz abschlossen, weil dadurch die geistliche Gewalt in die Rechte und Pflichten des Königtums eingreife, dem es zukomme, den Frieden mit starker Hand zu wahren, und weil man durch die Beschwörung solcher Friedensbünde nur die Zahl der Meineide vermehre. 1012 nahm er an der Belagerung der Festung Metz durch Heinrich II. teil und 1021 wohnte er dem Hoftag zu Nimwegen bei, auf welchem der dritte Zug Heinrichs II. nach Italien beschlossen wurde. Im Mai 1023 ging er mit dem Abt Richard als Gesandter des Kaisers an den französischen Hof und verabredete die Zusammenkunft beider Herrscher zu Ivois im August desselben Jahres, während welcher er Heinrich begleitete.

### Politisches Wirken
Nach dem Tod Heinrichs II. schloss er sich zwar nicht offen der lothringischen Partei an, die sich gegen Konrad II. gebildet hatte, hielt aber auch mit seiner Anerkennung des letzteren so lange zurück, bis er Weihnachten 1025 mit den lothringischen Herzögen zusammen die Huldigung leisten konnte. Am Hofe Konrads II. tritt Gerards Einfluss weniger bedeutend hervor als an dem Heinrichs II., und mit Heinrich III. stand er sogar 1041 und 1042 in einem sehr gespannten Verhältnis, was vielleicht mit seinem Widerstand gegen die vom König begünstigten, von Aquitanien und Burgund nach Nordfrankreich und Lothringen verpflanzten Bestrebungen für die Anerkennung des Gottesfriedens (tregua Dei) zusammenhängt.
Im Inneren seiner Diözese lag Gerhard während des größten Teils seiner Regierung in erbitterter Fehde mit dem Chatellain Walter von Cambrai, der oft genug mit Unterstützung des Markgrafen von Flandern Balduin IV. Eingriffe in die bischöflichen Rechte vornahm. Auch als Walter 1041 in der Marienkirche in Cambrai ermordet wurde, waren die Konflikte noch nicht beendet. Da er dem im Bann Gestorbenen das Begräbnis in geweihter Erde verweigerte, setzten Walters Witwe, Ermentrudis, und ihr zweiter Gemahl Johannes, Vogt von Arras, die Feindseligkeiten fort. Johannes besetzte die Burg von Cambrai für seinen unmündigen Stiefsohn und Gerhard wurde gezwungen, um seine Kirchengüter vor weiteren Verwüstungen zu schützen, den verstorbenen Chatellain noch nach dem Tode zu absolvieren und seine regelmäßige Bestattung zu erlauben. Erst der bald darauf erfolgte Tod von Walters Sohn befreite den Bischof von diesen Nachstellungen und nötigte Johannes, der die Verleihung des vakanten Lehens für sich wünschte, sich zu mäßigen, ohne dass indessen die Angelegenheit bis zum Tod des Bischofs einen Abschluss fand.

### Letzte Jahre und Tod
Auf den Stammbesitzungen seines Hauses in Florennes gründete Gerhard ein St. Johanneskloster, dessen Leitung er dem Abt Richard von St. Vannes übertrug. Durch diesen ließ er auch das Peter-Pauls-Kloster in Hautmont bei Maubeuge reformieren, vertrieb die Kanoniker, die sich hier widerrechtlich festgesetzt hatten, und schützte den von Richard eingesetzten Abt Folkuin gegen die Umtriebe der verjagten Kleriker. Auch die von Bischof Wolbodo von Lüttich angeordnete Reform von Kloster Lobbes sowie die Befreiung des reichsunmittelbaren Klosters St. Ghislain von den Bedrückungen des Grafen Rainer von Mons durch Konrad II. und die Restitution des Klosters Burtscheid an das Bistum Lüttich durch Heinrich II. vollzogen sich unter Gerhards Mitwirkung. In Cambrai begann er 1023 (1021) den Neubau der kleinen und verfallenen Marien-Kathedrale, die am 18. Oktober 1030 (1027?) geweiht wurde. Auch die Befestigung von Cateau Cambrésis durch den Bau eines mächtigen Turmes aus Quadersteinen und die Gründung und Dotierung des am 22. September 1025 geweihten St. Andreasklosters in diesem Ort sind sein Werk. Um die Historiographie erwarb er sich Verdienste, indem er durch einen gewissen Fulbert das Leben des Bischofs Autbert von Cambrai (633–69?) aufschreiben ließ und ferner, indem er einen ihm nahestehenden, dem Namen nach unbekannten Domherrn seiner Kirche, zur Abfassung der Bistumsgeschichte von Cambrai (Gesta episcoporum Cameracensium), einer der wichtigsten Quellen für lothringische Verhältnisse, veranlasste.
Gerhard starb nach längerer schwerer Krankheit am 14. März 1051; sein Nachfolger wurde der Propst Lietbert, der von ihm erzogen worden war.